# Oxyspora microflora
Oxyspora microflora är en tvåhjärtbladig växtart som beskrevs av J.F. Maxwell. Oxyspora microflora ingår i släktet Oxyspora och familjen Melastomataceae. Inga underarter finns listade i Catalogue of Life.